# Daniel Senet
Daniel Senet (Amiens, 26 giugno 1953) è un ex sollevatore francese.
Ha preso parte a due edizioni dei Giochi Olimpici nella categoria dei pesi leggeri (fino a 67,5 kg.), giungendo 2º a Montréal 1976 e 4° a Mosca 1980, valevoli anche come campionato mondiale.

## Palmarès
- Giochi olimpici

Montréal 1976: argento nei pesi leggeri.
- Campionati mondiali

Montréal 1976: argento nei pesi leggeri
Salonicco 1979: bronzo nei pesi leggeri
Lilla 1981: bronzo nei pesi leggeri.
- Campionati europei

Lilla 1981: bronzo nei pesi leggeri.